# کوچک‌خرطوم
 کوچک‌خرطوم، روستایی است از توابع بخش مرکزی شهرستان گنبد کاووس در استان گلستان ایران. خرطوم بایستی بشکل خرظوم یا خورزوم نوشته بشه که اشاره به خوارزم داره و بیانگر منشأ این طایفه هستش.طایفه کوچک که با ضم حرف ک و کسره حرف چ تلفظ میشه یکی از طوایف مستقل قبیله یموت ترکمن شناخته میشه، طوایفی با عنوان کوچک یا گوجک یا خوچک در بین ازبک ها و تاتارهای سیبری هم وجود داره.همچنین در همسایگی کوچک ها در ترکمن صحرا طوایف قوجق هم هستن که با دقت در ساخت کلمات امکان اینکه هر دو کلمه یک اصل واحد داشته باشند هم ممکنه. بایستی به این نکته هم دقت بشه که زمانی دشت ترکمن صحرا میکن قبایل تغای تیمور و تاتار بوده و بعضا بعضی تپه های باستانی و روستاها اسامی خان های مغول بودن مثل شیرنگ بهادر که هم اسم تپه و هم اسم روستایی به همین نام هستش. یا روستای مامایی گرگان هم مشابه اسم خان مغول مامای بهادر می باشد. یا بلوک فخر عمادالدین هم مشابه اسم خان مغول عمادالدین می باشد که همگی هم عصر ایلخانان مغول می باشند.

## جمعیت
این روستا در دهستان باغلی ماراما قرار داشته و براساس سرشماری سال ۱۳۸۵جمعیت آن ۱٬۰۷۶نفر (۲۳۵خانوار) بوده است.